# Przeciszów
Przeciszów est une localité polonaise, siège de la gmina de Przeciszów, située dans le powiat d'Oświęcim en voïvodie de Petite-Pologne.